# Élection gouvernorale tchétchène de 2021
L'élection gouvernorale tchétchène de 2021 a lieu du 17 au 19 septembre 2021 afin d'élire le gouverneur de la république de Tchétchénie, l'une des 22 républiques de la fédération de Russie.
Le gouverneur sortant Ramzan Kadyrov est réélu à la quasi-unanimité des voix.

## Système électoral
Le gouverneur est élu au scrutin uninominal majoritaire à deux tours pour un mandat de cinq ans. Est déclaré élu le candidat ayant recueilli au premier tour la majorité absolue du total des suffrages, y compris les votes blancs et nuls. À défaut, les deux candidats arrivés en tête s'affrontent au second tour, et celui recueillant le plus de voix l'emporte,.

## Résultats
| Candidats                | Candidats                | Partis                   | Votes   | %     |
| ------------------------ | ------------------------ | ------------------------ | ------- | ----- |
|                          | Ramzan Kadyrov           | Russie unie              | 711 973 | 99,70 |
|                          | Isa Khadzhimuradov       | Russie juste             | 1 064   | 0,15  |
|                          | Khalid Nakaev            | Parti communiste         | 835     | 0,12  |
|                          | Votes blancs ou nuls     | Votes blancs ou nuls     | 237     | 0,03  |
|                          |                          |                          |         |       |
| Votes valides            | Votes valides            | Votes valides            | 713 872 | 99,97 |
| Votes blancs ou nuls     | Votes blancs ou nuls     | Votes blancs ou nuls     | 237     | 0,03  |
| Total                    | Total                    | Total                    | 714 109 | 100   |
| Abstention               | Abstention               | Abstention               | 40 681  | 5,39  |
| Inscrits / participation | Inscrits / participation | Inscrits / participation | 754 790 | 94,61 |